# Novo Brestje
Novo Brestje település Horvátországban, Zágráb főváros Szeszvete városnegyedében. Közigazgatásilag a fővároshoz tartozik.

## Fekvése
Zágráb városközpontjától 8 km-re keletre, Szeszvete központja előtt, a Zágrábból keletre menő vasútvonal északi oldalán fekszik. A Reka-patak választja el a Staro Brestje városrésztől.

## Története
A Brestje nevét „Brest” alakban 1217-ben II. András király oklevelében említik először, amikor földet adományoz Cirijak zágrábi prépostnak. 1328-ban a székesfehérvári káptalan oklevelében „Brezth” néven szerepel. 1531-ben a faluban 12 jobbágyot írtak össze. A lakosok száma nagyon lassan növekedett. 1822-ben, amikor Brestjét a szeszvetei plébánia részeként említik 69 fővel rendelkezett. Az első katonai felmérés térképén „Bresie” néven található. A település Zágráb vármegye Zágrábi járásához tartozott. A 19. század második felében Zágráb városa, amely Horvátország legerősebb gazdasági központja, még erősebbé vált. 1871-ben vasútvonalat építettek Brestje mellett annak érdekében, hogy az e területen növekvő ipar számára szállítási szolgáltatást nyújtsanak. A vasutat a magyarok azért is építették, hogy Budapestet Zágrábon keresztül összekössék Fiume kikötőjével. A vasút mentén az ipar gyors fejlődésnek indult, mely a közeli települések népességében is növekedést idézett elő. 1941 és 1945 között a Független Horvát Állam része volt, majd a szocialista Jugoszlávia fennhatósága alá került.
A volt Jugoszláviában a múlt század hetvenes éveiben a városok iparosodása és fejlődése miatt az emberek tömegesen elhagyták a falvakat és jöttek a városokba. Szeszvete több külvárosi települése, így Brestje is az olcsóbb földterület és a könnyebb foglalkoztatás miatt gyorsan bővült és fejlődött. Különösen a Bosznia-Hercegovinából származó horvátok vásároltak nagy számban ingatlanokat itt. Az 1964-es zágrábi árvíz után Novo Brestje néven egy teljesen új település épült a Staro Brestje és Dubac közötti réten. A szeszvetei és a retkovaci templomok, ahova Novo Brestje lakói az új plébánia alapításáig tartoztak túl kicsinek bizonyultak a hívők befogadására. Az 1990-es évek végére többnyire családi házakat építettek, ahol a gyermekek a szülőkkel tovább éltek. Így sok házban gyakran három vagy akár négy generáció élt együtt. A betelepülés második hulláma a horvátországi háború idején történt. A Horvátország és Bosznia-Hercegovina háború sújtotta területeiről elmenekült és elüldözött lakosság Staro Brestje szélén kezdett új életet. A bevándorlás harmadik hulláma az 1990-es évek végén történt, amikor számos lakóépületet építettek Staro Brestje területén, ahol a Brestovečina-erdő és a rétek melletti földterület Čučerska Reka-patak felé történő átalakítása nagy építési területeket hozott létre. A templom felett épült a Brestjei Általános Iskola, amely 1999. szeptember 19-én kezdte meg működését.

## Nevezetességei
A brestjei plébániát 1977. január 15-én alapította Franjo Kuharić bíboros, zágrábi érsek. Abban az időben a templom még nem épült meg és az istentiszteletet egy házban rendezték, amelyet Andrija Kišiček akkori lelkész vásárolt. Az első misét 1980-ban karácsony napján mondták benne. 1999 húsvétjáig zajlottak ott a szentmisék. A templom építésére akkor még nem lehetett gondolni, mert a hatóságok azt állították, hogy ebben a térségben nincs szükség templomra. A horvát állam megalakulásával jobb napok jöttek az egyház számára. A brestjei plébánia 1992-ben megkapta azt a földet, amelyre templomot építhetett. A munkák 1995-ben kezdődtek és még abban az évben be is fejeződtek, amikor Kuharić bíboros megáldotta az újonnan épített templomot. A templomban öt márványoltár található. A főoltárt a Jó Pásztornak, a két nagyobb oltárt az Isten anyjának és Szent Józsefnek szentelték. A két kisebb oltár Páduai Szent Antalnak és Ávilai Szent Teréznak van szentelve. A faszobrokat Marija Franciska Rizvić készítette (2004. január 26-án az Isten Anyja szobra, 2005. január 30-án Kis Szent Terézi szobra, 2005. június 13-án Szent Antal szobra és 2013. május 1. Szent József szobra készült el). A templom gránitkővel burkolt, amely alatt padlófűtés van beszerelve. A liturgikus teret márvány tabernákulum, keresztelőmedence, szószék és oldalkápolna díszíti. A templomot 2004. május 2-án Josip Bozanić bíboros mintegy húsz pap koncelebrálásával szentelte fel.

## Kultúra
A KUD „Novo Brestje” kulturális és művészeti egyesület e név alatt 1992 óta létezik.  Alapításának legelején 1968-ban „Sloga” néven működött. Munkájáért és a kulturális amatőrizmus terén elért eredményeiért Szeszvete önkormányzatától különdíjat kapott. A honvédő háború elején működését rövid időre megszakították, de az igazi rajongók egy csoportja 1992-ben újrakezdte a működését, immár „Novo Brestje” néven. Az egyesület rendszeres résztvevője a hazai és nemzetközi folklórfesztiváloknak.

## Oktatás
A Brestjei Általános Iskolát az oktatási és sportminisztérium, valamint Zágráb városának segítségével építették. Az építkezés kezdeményezője Novo Brestje helyi közössége volt, az akkori elnök, Zdravko Pašalić vezetésével. Az alapkövet 1997. december 13-án rakták le. Az iskola építése 1997. december 4-én kezdődött és mindössze másfél év alatt egy gyönyörű épület jött létre a 16 800 m2-es telken. Az iskola abban az időben Horvátország egyik legmodernebb és legjobban felszerelt iskolája volt, melynek teljes területe 4200 m2, ebből 1700 m2 a tornaterem. Az iskolán belül kézilabda, kosárlabda, röplabda és tenisz szabadtéri sportpályák vannak. Az iskolát 1999. szeptember 19-én Božidar Pugelnik akkori oktatási és sportminiszter avatta fel számos helyi lakos, szülők, diákok, városi tanácsosok és parlamenti képviselők jelenlétében.

## Egyesületek
DVD Novo Brestje önkéntes tűzoltó egyesület.